# Juan Martínez Munuera
Juan Martínez Munuera (* 13. Juli 1982 in Benidorm) ist ein spanischer Fußballschiedsrichter. Er steht als dieser seit 2015 sowie als Video-Assistent seit 2021 auf der Liste der FIFA-Schiedsrichter.
Bislang leitete Martínez Munuera Partien in der heimischen Primera División und in verschiedenen Europapokal-Wettbewerben.
Zur Weltmeisterschaft 2022 wurde Martínez Munuera ins Aufgebot der Video-Assistenten berufen.
Im April 2024 wurde Martínez Munuera als Videoschiedsrichter für die Europameisterschaft 2024 in Deutschland nominiert.